# Can't Stop Raving
Can't Stop Raving is een nummer van de Duitse raveband Dune uit 1995. Het is de derde single van hun titelloze debuutalbum.
Het nummer werd vooral in Duitsland en Nederland een grote ravehit. In Duitsland bereikte het de 7e positie, en in Nederland de 9e.